# Feedback 86
Feedback 86 is een studioalbum van Steve Hackett. Het album werd opgenomen toen zijn samenwerking met Steve Howe als GTR stukliep. Hackett schakelde een andere beroemde gitarist in, Brian May van Queen. Ondanks medewerking van ook andere bekenden uit de muziekwereld bleef het in 1986 op de plank leggen. Hackett bracht het pas in oktober 2000 uit op zijn eigen platenlabel Camino Records.
De hoes werd ontworpen door Kim Poor, destijds mevrouw Hackett. Zij had haar Blood on the rooftops gemaakt met het gelijknamige nummer van Hackett voor Wind & Wuthering van Genesis uit 1976 in gedachten.

## Musici
- Steve Hackett – gitaar, zang (1, 2, 3, 4, 5, 8), mondharmonica (5)
- Brian May – gitaar (1, 3), zang (3), muziekproducent (3)
- Pete Trewavas – basgitaar (1)
- Nick Magnus – toetsinstrumenten (1, 2, 3, 4, 5, 8), drummachine (2, 3, 4, 5, 8), piano (6)
- Ian Mosley – slagwerk (1)
- Bonnie Tyler - zang (2)
- Chris Thompson - zang (1, 2, 3, 5, 6)
- Terry Pack – basgitaar (2)
- The Phil Henderson Orchestra (2)

## Muziek
| Nr. | Titel                         | Duur |
| --- | ----------------------------- | ---- |
| 1.  | Cassandra                     | 4:07 |
| 2.  | Prizefighters (Hackett, Howe) | 5:13 |
| 3.  | Slot machine (Hackett, May)   | 4:23 |
| 4.  | Stadiums of the damned        | 4:42 |
| 5.  | Don’t fall                    | 4:25 |
| 6.  | Oh how I love you             | 3:58 |
| 7.  | Notre Dame des Fleurs         | 3:11 |
| 8.  | The Gulf                      | 7:21 |